# ラリュ
ラリュ（仏: Larye, Larrye）とは、フランス原産のセントハウンド犬種である。ラリュエ、ラリーなどとも表記される。
17世紀末にポワトゥーのフランソワ・ド・ラリュ侯爵（Marquis François de Larrye）によって作出された。数頭のパックで主にオオカミ狩りに使われた。スタミナがあり、容姿の美しい犬として高く評価された。
ラリュ侯爵は、1692年にフランス王太子より12頭のフォックスハウンドを譲り受け、これをラリュと交配してポワトヴァンを作出した。
フランス革命により、1793年にラリュ公爵は処刑され、侯爵の犬もほとんどが殺された。ポワトヴァンはその後、モンモリヨンのとある家庭によって再生されたが、ラリュはそのまま絶滅したという。
また、19世紀にポワトゥー県のビリー城でビリーが作出された際にも、セリとモンタンブッフという同地域の他の猟犬と共に交配に使われた。